# Seznam chráněných území v okrese Tachov
Toto je seznam chráněných území v okrese Tachov aktuální k roku 2010, ve kterém jsou uvedena chráněná území v oblasti okresu Tachov.
| Kód  | Obrázek                                                                          | Typ  | Název                          | Rozloha (ha) | Galerie Commons                                                   | Popis území | Souřadnice                       |
| ---- | -------------------------------------------------------------------------------- | ---- | ------------------------------ | ------------ | ----------------------------------------------------------------- | --- | -------------------------------- |
| 5698 |                                                                                  | PP   | Bonětice                       | 0,3119       |                                                                   | Ochrana silně ohroženého druhu obojživelníka čolka velkého                                                                                      | 49°40′31″ s. š., 12°49′12″ v. d. |
| 1081 |                                                                                  | PR   | Broumovská bučina              | 26,17        | Kategorie „Broumovská bučina“ na Wikimedia Commons                | Skalnatý svah s přirozeným smíšeným porostem a vzácnou květenou                                                                                 | 49°53′22″ s. š., 12°34′49″ v. d. |
| 2435 |                                                                                  | PR   | Bučina u Žďáru                 | 6,77         |                                                                   | Podhorská bučina | 49°52′10″ s. š., 12°31′52″ v. d. |
| 1271 | Pohled do nitra PP v červenci 2023                                               | PP   | Černošínský bor                | 2,22         | Kategorie „Černošínský bor“ na Wikimedia Commons                  | Borový les s bohatým keřovým a bylinným patrem                                                                                                  | 49°48′39″ s. š., 12°52′19″ v. d. |
| 44   | Český les nedaleko Staré Knížecí                                                 | CHKO | Český les                      | 47 000       | Kategorie „Český les“ na Wikimedia Commons                        | | 49°48′54″ s. š., 12°29′48″ v. d. |
| 1769 | Přírodní památka Čiperka                                                         | PP   | Čiperka                        | 0,01         | Kategorie „Čiperka“ na Wikimedia Commons                          | Vývěr přírodní uhličité vody | 49°54′44″ s. š., 12°47′8″ v. d.  |
| 2476 |                                                                                  | PR   | Diana                          | 20,41        | Kategorie „Diana (nature reserve)“ na Wikimedia Commons           | Starý bukový prales | 49°37′57″ s. š., 12°34′48″ v. d. |
| 582  |                                                                                  | PR   | Farské bažiny                  | 66,07        | Kategorie „Farské bažiny“ na Wikimedia Commons                    | Rašeliniště s kompaktním porostem blatky | 49°44′38″ s. š., 12°29′47″ v. d. |
|      | Ovčí vrch v PřP Hadovka                                                          | PřP  | Hadovka                        |              | Kategorie „Nature park Hadovka“ na Wikimedia Commons              | | 49°52′59″ s. š., 12°55′13″ v. d. |
| 1272 |                                                                                  | PR   | Hradištský vrch                | 8,47         | Kategorie „Hradištský vrch (nature reserve)“ na Wikimedia Commons | Zbytek přirozených lesních společenstev xerothermního charakteru                                                                                | 49°52′15″ s. š., 12°59′20″ v. d. |
| 457  | Jezírka u Rozvadova                                                              | PR   | Jezírka u Rozvadova            | 6,23         | Kategorie „Jezírka u Rozvadova“ na Wikimedia Commons              | Lesní vrchoviště, mimořádně bohatá lokalita rosnatky okrouhlolisté                                                                              | 49°37′24″ s. š., 12°32′32″ v. d. |
| 5659 |                                                                                  | PP   | Kolowratův rybník              | 0,8021       |                                                                   | Litorál západního břehu rybníka s bohatou populací kriticky ohrožené rosnatky prostřední                                                        | 49°40′25″ s. š., 12°38′54″ v. d. |
| 1845 | PP Krasíkov                                                                      | PP   | Krasíkov                       | 4,24         | Kategorie „Krasíkov (natural monument)“ na Wikimedia Commons      | Zbytek teplomilných společenstev na čedičovém podkladu                                                                                          | 49°52′37″ s. š., 12°55′57″ v. d. |
| 589  |                                                                                  | PR   | Křížový kámen                  | 19,23        | Kategorie „Křížový kámen“ na Wikimedia Commons                    | Hluboké lesní vrchoviště s rašelinnými jezírky s typickými společenstvy a výskytem zvlášť chráněných druhů rostlin                              | 49°44′59″ s. š., 12°24′33″ v. d. |
| 1851 |                                                                                  | PR   | Lazurový vrch                  | 23,15        | Kategorie „Lazurový vrch“ na Wikimedia Commons                    | Suťové porosty na skalnatých svazích, významné zimoviště netopýrů                                                                               | 49°54′57″ s. š., 12°46′31″ v. d. |
| 5774 |                                                                                  | PP   | Louky u Prostředního Žďáru     | 4,358        | Název kategorie na Wikimedia Commons nebyl zadán                  | vodou ovlivněná luční společenstva | 49°51′42″ s. š., 12°34′36″ v. d. |
| 1047 | PP Maršovy Chody                                                                 | PP   | Maršovy Chody                  | 1,14         | Kategorie „Maršovy Chody (natural monument)“ na Wikimedia Commons | Rašelinná loučka s význačnou květenou, velmi bohatá lokalita kruštíku bahenního                                                                 | 49°45′1″ s. š., 12°38′55″ v. d.  |
| 856  | Pohled na chráněné území od jihu z železniční trati mezi Doly a Starým Sedlištěm | PR   | Mělký rybník                   | 27,94        | Kategorie „Mělký rybník“ na Wikimedia Commons                     | Lokalita vodního ptactva | 49°44′29″ s. š., 12°42′49″ v. d. |
| 1274 |                                                                                  | PP   | Milov                          | 0,74         |                                                                   | Svahové prameništní rašeliniště s bohatou fytocenózou                                                                                           | 49°40′20″ s. š., 12°39′45″ v. d. |
| 5693 | PP Na Kolmu                                                                      | PP   | Na Kolmu                       | 14,23        | Kategorie „Na Kolmu (natural monument)“ na Wikimedia Commons      | Vodní ekosystém soustavy malých vodních nádrží s výskytem zvláště chráněných živočichů, zejména vzácných druhů obojživelníků a bobra evropského | 49°43′35″ s. š., 12°32′37″ v. d. |
| 1363 | Na požárech                                                                      | NPP  | Na požárech                    | 78,88        | Kategorie „Na požárech“ na Wikimedia Commons                      | Nížinné rašeliniště téměř bez lesního porostu, velká populace tetřívka obecného                                                                 | 49°42′ s. š., 12°28′26″ v. d.    |
| 6166 |                                                                                  | PP   | Niva Bílého potoka             | 12,9768      |                                                                   | Mozaika olšových luhů, mokřadních a rašelinných luk s výskytem vzácných a ohrožených druhů rostlin                                              | 49°50′21″ s. š., 12°34′43″ v. d. |
| 575  |                                                                                  | PR   | Ostrůvek                       | 5,51         |                                                                   | Podhorský smíšený prales | 49°45′53″ s. š., 12°27′26″ v. d. |
| 1269 | Pavlova Huť                                                                      | PR   | Pavlova Huť                    | 32,82        | Kategorie „Pavlova Huť (nature reserve)“ na Wikimedia Commons     | Podmáčená smrčina ojedinělá v bukových porostech                                                                                                | 49°46′55″ s. š., 12°27′38″ v. d. |
| 1082 | PR Pavlovická stráň                                                              | PR   | Pavlovická stráň               | 6,44         | Kategorie „Pavlovická stráň“ na Wikimedia Commons                 | Skalnatá stráň s teplomilnými společenstvy | 49°49′26″ s. š., 12°46′56″ v. d. |
| 555  | Petrské údolí                                                                    | PP   | Petrské údolí                  | 4,59         | Kategorie „Petrské údolí“ na Wikimedia Commons                    | Teplomilný lesní porost s typickou květenou | 49°46′26″ s. š., 13°0′56″ v. d.  |
| 2224 | Pístovská louka                                                                  | PP   | Pístovská louka                | 2,25         | Kategorie „Pístovská louka“ na Wikimedia Commons                  | Květnaté louky s výskytem ohrožených rostlinných společenstev                                                                                   | 49°55′44″ s. š., 12°45′12″ v. d. |
| 324  | Pohled na PP Pod Šipínem od silnice                                              | PP   | Pod Šipínem                    | 0,17         | Kategorie „Pod Šipínem“ na Wikimedia Commons                      | Bohatá lokalita pérovníku pštrosího | 49°51′31″ s. š., 13°1′54″ v. d.  |
| 857  | palouk na severním okraji PR                                                     | PR   | Pod Volfštejnem                | 16,48        | Kategorie „Pod Volfštejnem“ na Wikimedia Commons                  | Lokalita vstavačů | 49°48′17″ s. š., 12°51′54″ v. d. |
| 588  | Podkovák                                                                         | PR   | Podkovák                       | 5,63         | Kategorie „Podkovák“ na Wikimedia Commons                         | Rašeliniště vrchovištního typu charakteristického pro oblast Českého lesa s typickými společenstvy rostlin a živočichů                          | 49°44′11″ s. š., 12°31′20″ v. d. |
| 1275 |                                                                                  | PP   | Prameniště Kateřinského potoka | 3,13         |                                                                   | Mokřady s pramennými vývěry a bohatými společenstvy                                                                                             | 49°44′45″ s. š., 12°33′24″ v. d. |
| 343  | Pralesovitý porost v PR Přimda                                                   | PR   | Přimda                         | 33,52        | Kategorie „Přimda (nature reserve)“ na Wikimedia Commons          | Pralesový porost kolem zříceniny hradu | 49°40′58″ s. š., 12°40′5″ v. d.  |
| 458  |                                                                                  | PP   | Racovské rybníčky              | 4,36         |                                                                   | Vzácná květena rašelinných a bažinných biotopů                                                                                                  | 49°37′40″ s. š., 12°51′14″ v. d. |
|      | Tabule na hranici přírodního parku Sedmihoří                                     | PřP  | Sedmihoří                      | 2 762,1      | Kategorie „Nature park Sedmihoří“ na Wikimedia Commons            | | 49°37′30″ s. š., 12°52′27″ v. d. |
| 41   | Slavkovský les                                                                   | CHKO | Slavkovský les                 | 61 000       | Kategorie „Slavkovský les“ na Wikimedia Commons                   | | 50°4′16″ s. š., 12°41′45″ v. d.  |
| 6229 | PR Stráně Hamerského potoka                                                      | PR   | Stráně Hamerského potoka       | 4,5629       | Kategorie „Stráně Hamerského potoka“ na Wikimedia Commons         | Fragment smíšeného suťového porostu a květnatých bučin s výrazným jarním aspektem                                                               | 49°53′37″ s. š., 12°35′6″ v. d.  |
| 5680 | PP Šelmberk                                                                      | PP   | Šelmberk                       | 1,003        | Kategorie „Šelmberk (nature monument)“ na Wikimedia Commons       | Vrcholové skalní výchozy rozvadovského žulového masivu a ochrana populace submediteránního mechu Metaneckera menziesii                          | 49°45′19″ s. š., 12°27′22″ v. d. |
| 1268 | Husy velké na jednom z Tisovských rybníků                                        | PR   | Tisovské rybníky               | 83,15        | Kategorie „Tisovské rybníky“ na Wikimedia Commons                 | Šest rybníků s mokřadními loukami a bohatou avifaunou                                                                                           | 49°45′25″ s. š., 12°43′16″ v. d. |
| 1046 |                                                                                  | PR   | Tišina                         | 10,35        |                                                                   | Podhorská smrková bučina | 49°52′36″ s. š., 12°31′33″ v. d. |
| 1276 |                                                                                  | PR   | U rybníčků                     | 7,96         |                                                                   | Ostřicové louky s významnou květenou | 49°51′59″ s. š., 12°52′50″ v. d. |
|      | Úterský potok                                                                    | PřP  | Úterský potok                  | 1 800        | Kategorie „Nature park Úterský potok“ na Wikimedia Commons        | | 49°51′2″ s. š., 13°0′49″ v. d.   |
| 1270 | Pohled na lokalitu                                                               | PP   | Valcha                         | 0,82         | Kategorie „Valcha (natural monument)“ na Wikimedia Commons        | Reliktní bor na granitovém podkladu | 49°38′55″ s. š., 12°46′58″ v. d. |
|      | Pohled na část parku od severozápadu, ze železniční tratě do městečka Stráž      | PřP  | Valcha                         |              | Kategorie „Nature park Valcha“ na Wikimedia Commons               | | 49°38′43″ s. š., 12°48′7″ v. d.  |
| 2011 | PP Žďár u Chodského Újezda                                                       | PP   | Žďár u Chodského Újezda        | 0,44         | Kategorie „Žďár u Chodského Újezda“ na Wikimedia Commons          | Lesní přirozený mokřad s ostřicovým společenstvem, bohatý výskyt ohroženého prstnatce májového                                                  | 49°51′47″ s. š., 12°37′5″ v. d.  |